# Reumannhof

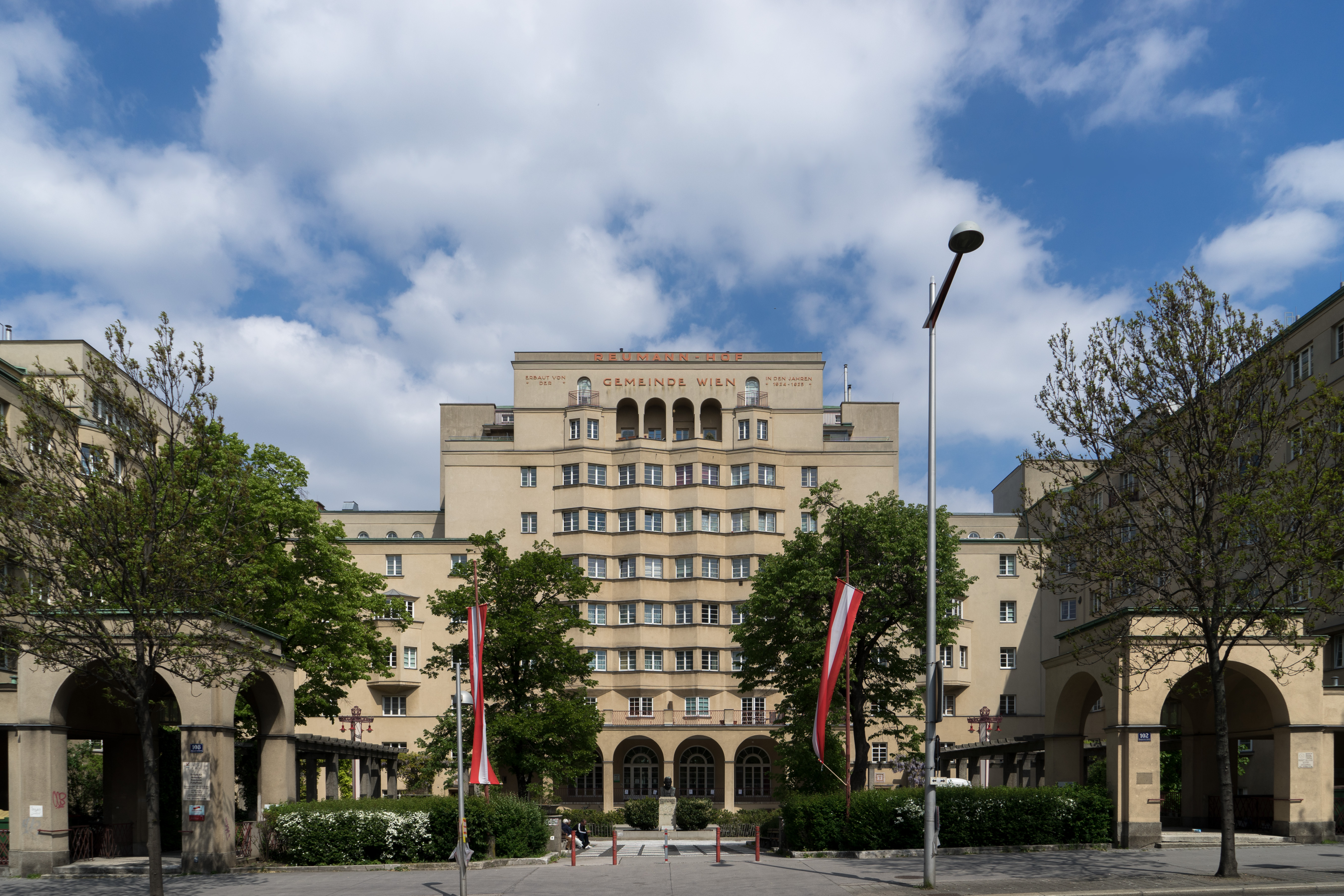
Die Front mit Ehrenhof des Gebäudes vom Gürtel aus gesehen

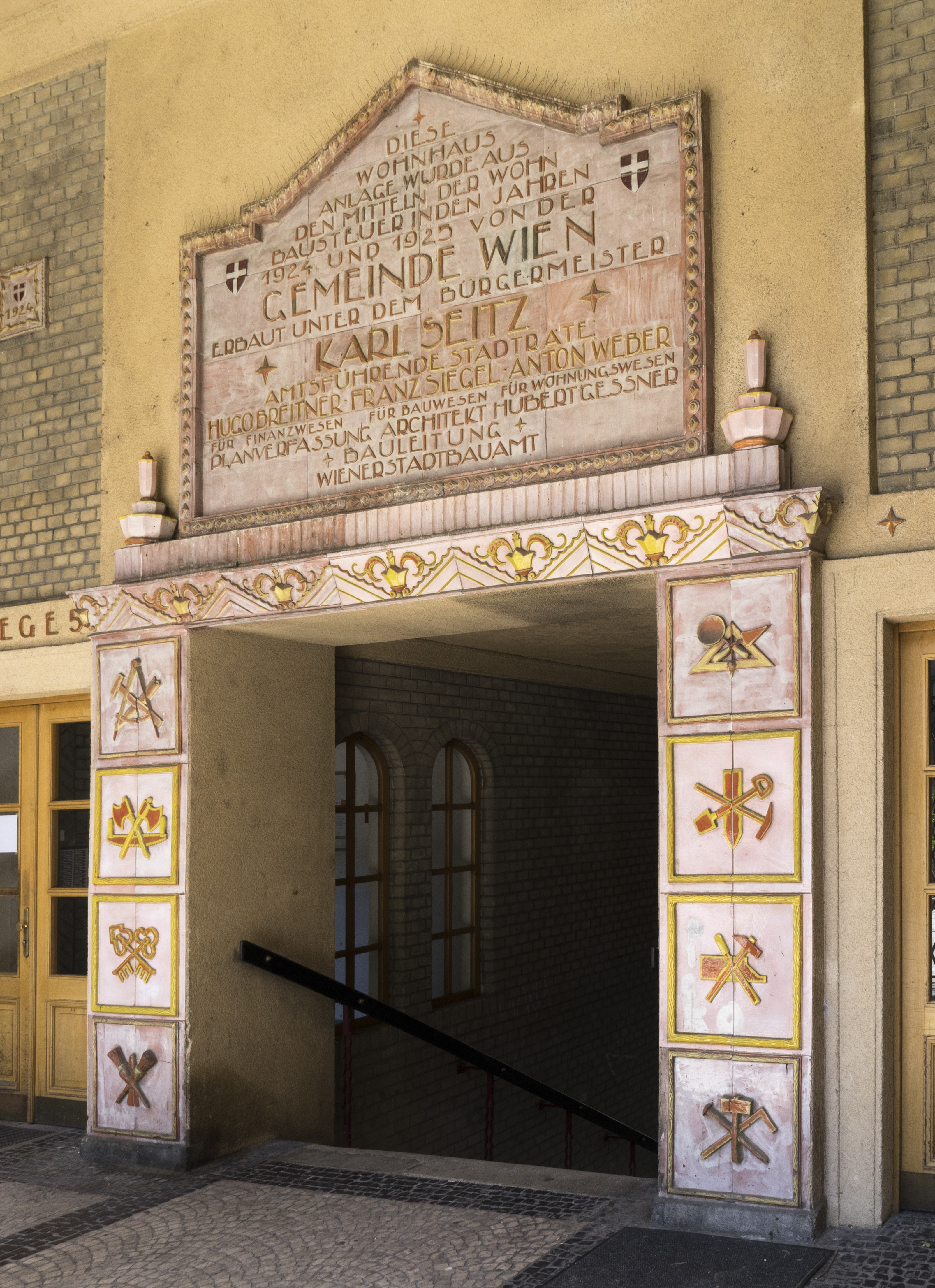
Durchgang mit Bautafel der mitwirkenden Berufe

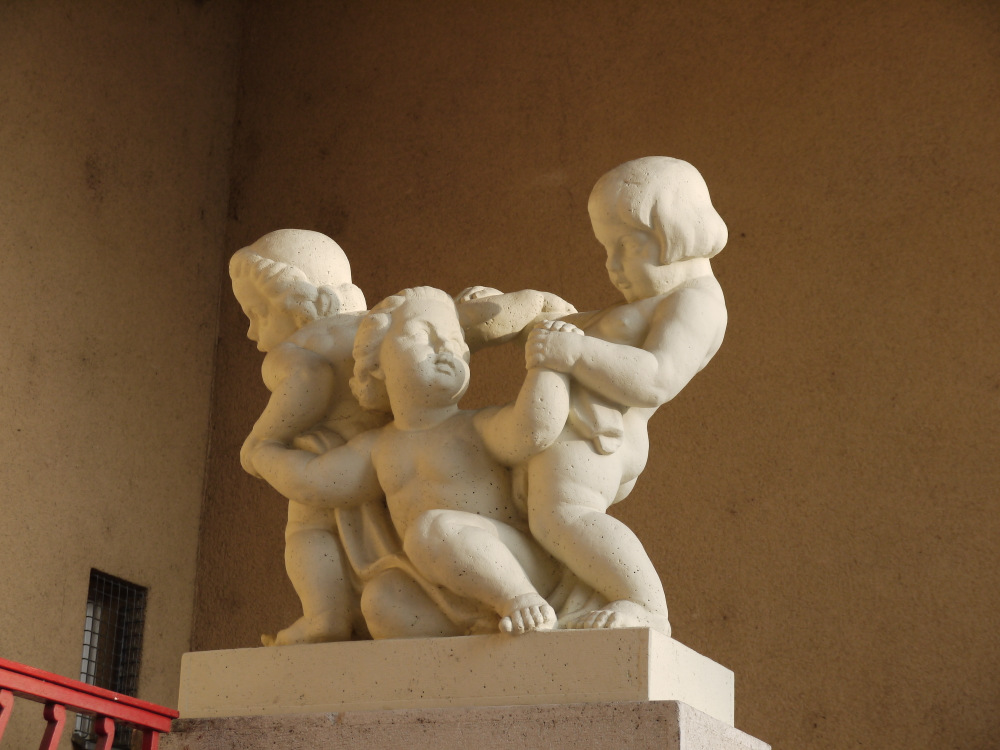
Vor dem Kindergarten finden sich zugehörige Plastiken

Der Reumannhof ist ein Gemeindebau in Wien-Margareten. Die Anlage befindet sich am Margaretengürtel 100–110.

## Baubeschreibung

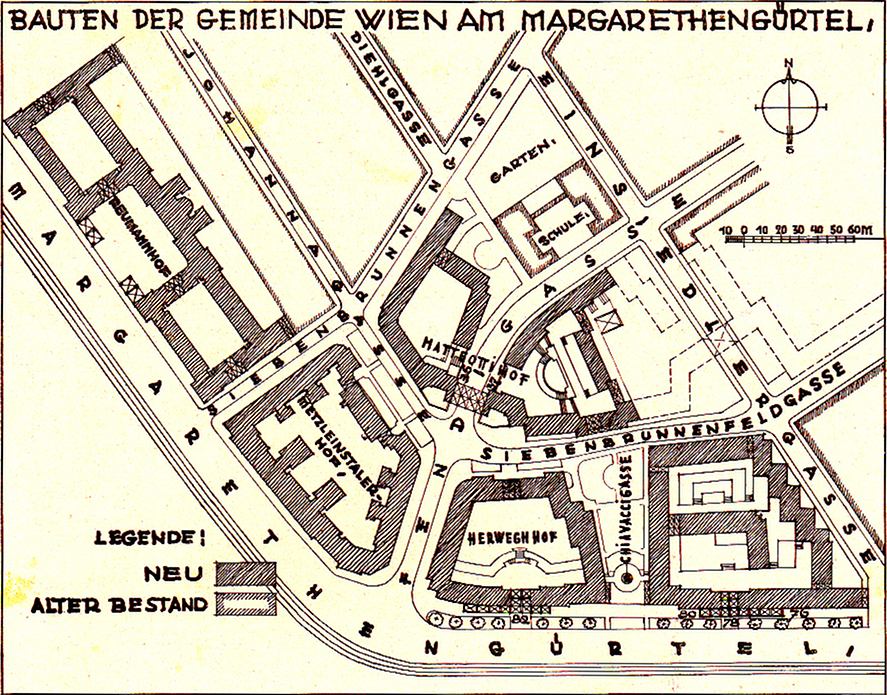
Lageplan, um 1927

Der Reumannhof wurde in den Jahren 1924/26 vom Architekten Hubert Gessner als städtische Wohnhausanlage errichtet. Er wurde nach dem ersten sozialdemokratischen Bürgermeister der Stadt Wien Jakob Reumann benannt.

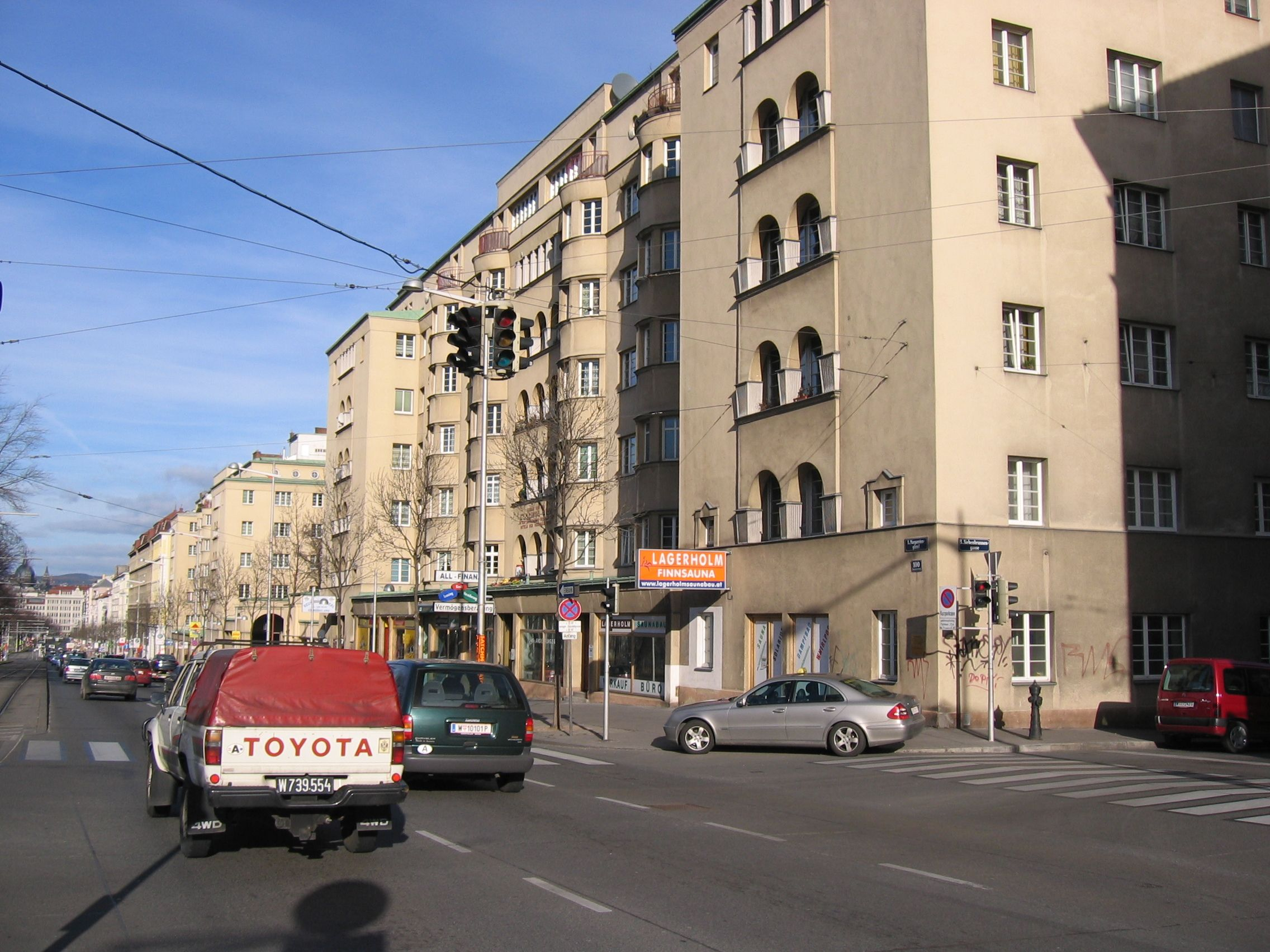
Straßenfront des Reumannhofs

Die mittlerweile denkmalgeschützte Anlage bestand aus 478 Wohnungen, 19 Geschäftslokalen und einigen weiteren Einrichtungen. Nach den Plänen des Architekten Hubert Gessner hatten die Wohneinheiten eine Größe von 25–60 m². Diese Größe war für die Zeit der Entstehung dieses Bauwerks klassisch. So betrugen dreiviertel aller bis 1927 errichteten Gemeindebauwohnungen die Größe von 38 m². Auf dieser geringen Wohnungsfläche sollten allerdings Familien von bis zu vier Mitgliedern beherbergt werden. Heute hat sich die Anzahl der Wohnungen im Reumannhof zugunsten der Wohnungsgröße reduziert, so beträgt nun die Wohnfläche 41–90 m².
Die Hauptfassade ist zum Margaretengürtel hin ausgerichtet. Die 180 Meter lange Wohnhausanlage besteht aus drei Baukörpern, die durch Wege, entlang der Quer- und Längsachsen sowie durch einen großen Mittelhof miteinander verbunden sind. Die Fassade ähnelt einer Schloss- oder Palastanlage, wobei auch bei Stiftshöfen und Freihäusern Anleihen genommen wurde. Diese Mischung aus heroischen Fassaden im Stil älterer Bauformen in Verbindung mit der tatsächlichen Kleinheit der Wohnungen brachte dem Architekten auch einiges an Kritik ein.
Das Herzstück der Anlage ist der Ehrenhof, welcher aufwendig mit einem schwarz-weißen Bogenmuster gepflastert ist, und mit einem Hochstrahlbrunnen und der Reumann-Büste, einer Bronzeplastik vom Bildhauer Franz Seifert, einen repräsentativen Eindruck erweckt. Pergolen schirmen den Platz vom stark befahrenen Gürtel ab. Hinter dem Ehrenhof sticht der achtstöckige Mittelblock hervor. Ursprünglich hätte dieser Mittelblock 16 Stockwerke umfassen sollen, wegen Kostengründen wurden nur 8 Stockwerke errichtet. In der Detailgestaltung der Anlage wurde Bezug auf das „Rote Wien“ genommen, so sind die Gittertore, Geländer, Zäune und Lampen in einem satten Rot gehalten. Dieser Farbton ist auch in den Majolika Reliefs an den Toren wiederzufinden. Der Reumannhof am stark befahrenen Gürtel gelegen zählt zu den bemerkenswerten Bauten der Zwischenkriegszeit. Mit den Anlagen des 12. Bezirks, Leopoldine Glöckel-Hof und Haydn-Hof sowie den Höfen im 5. Bezirk, Julius Popp-Hof, Herwegh- und Matteottihof, dem Metzleinstaler- und Reumann-Hof und dem Franz-Domes-Hof entstand in diesem Gürtelabschnitt die „Ringstraße des Proletariats“ und ein richtungsweisendes Architekturensemble des Roten Wiens.

## Rolle im Bürgerkrieg
Während des österreichischen Bürgerkriegs 1934 war der Reumannhof, auf Grund seiner gut situierten Lage, ein Hauptstützpunkt des Republikanischen Schutzbundes und wurde deswegen lange Zeit vom Schutzbund gehalten. Am 12. Februar 1934 brachen gegen 14 Uhr die Kämpfe beim Reumannhof aus sie endeten mit dem Zusammenbruch des Generalstreiks um 20 Uhr. Daraufhin kapitulierten die im Gebäude verschanzten Schutzbündler.
Eine Gedenktafel am Reumannhof erinnert an dieses Ereignis, siehe auch Liste von Denkmälern für den Februaraufstand 1934.

## Infrastruktur
Ursprünglich befanden sich im Reumannhof 11 Ateliers, 19 Geschäftslokale, Werkstätten, eine Zentralwäscherei, ein Kindergarten und ein hauseigenes Cafe Reumannhof. Von den zahlreichen Ateliers und Geschäftslokalen werden nur mehr wenige aktiv genutzt, die meisten sind freistehend und/oder als Werbefläche in Verwendung. Auch heute noch gibt es ein Kulturcafé Reumannhof im Haus. Das 2020 eingerichtete Kulturcafé Reumannhof ist im Mieterbeiratsraum situiert. Es steht als kultureller Treffpunkt für alle Bewohner und Besucher des Reumannhofes zur Verfügung und soll den kulturellen Austausch durch wechselnde Ausstellungen und Kulturveranstaltungen fördern. Außerdem gibt es Fahrradräume sowie eine hauseigene Garage. Zusätzlich zeichnet sich der Gemeindebau heute durch eine gute Verkehrsanbindungen aus.

## Wohnen im Reumannhof
Im Zuge der Diplomarbeit „Wohnqualität im Gemeindebau“ von Irene Sassik 2011 wurde eine Befragung der Bewohner und Bewohnerinnen zur Wohnqualität im Reumannhof durchgeführt. Die Mehrheit lebt sehr gerne in dieser Anlage und ist mit der Architektur und dem Zustand zufrieden. In dem Buch „Living rooms“ von Bettel, Moreau und Rosenberger wurde 2012 mit dem „wandelbaren Wohnzimmer“ der soziologische und kulturelle Aspekt betrachtet und anhand der Einrichtungsansätze von verschiedenen Bewohnergruppen die verschiedenen demographischen und ethnologischen Sichtweisen in einem Kunstprojekt dargestellt.